# École de dessin de Turku
L'école de dessin de Turku (finnois : Turun piirustuskoulu, suédois : Åbo ritskola) est une école d'art fondée en 1830 à Turku en Finlande.

## Histoire
L'école est fondée en 1830 sur le modèle de l'Académie royale des arts de Suède.
Les cours ont alors lieu dans la maison du peintre Carl Gustaf Söderstrand.
De 1904 à 1933, l'école fonctionne dans les locaux du musée d'art de Turku.
Depuis 1997, l'école fait partie de l'Université des sciences appliquées de Turku sous le nom d'académie des arts.